# Karl Andree
Karl Andree (Braunschweig, 20 ottobre 1808 – Wildungen, 10 agosto 1875) è stato un geografo tedesco.

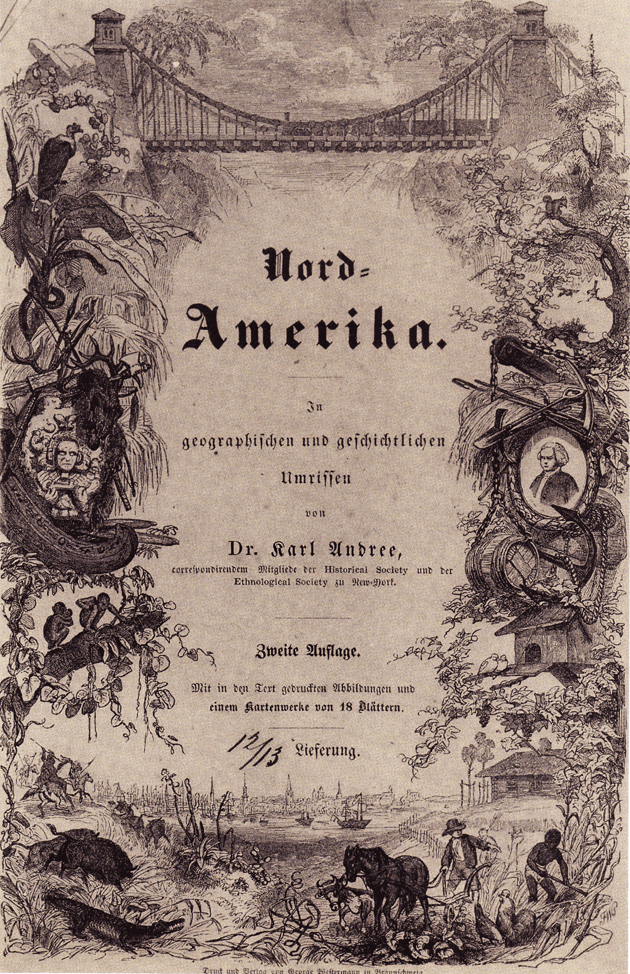
Frontespizio di Nordamerika in geographischen und geschichtlichen Umrissen (Profilo geografico e storico del Nord America)

Modesto politico, fondò (1862) la rivista Petermanns geographische Mitteilungen.
Si occupò di geografia del Nordamerica.

## Opere
- Nordamerika in geographischen und geschichtlichen Umrissen (Brunswick, 1854)
- Buenos Ayres und die argentinische Republik (Leipzig, 1856)
- Geographische Wanderungen (Dresden, 1859)
- Geographie des Welthandels (Stuttgart, 1867-1872)